# Naučná stezka U Petra a Pavla
Naučná stezka U Petra a Pavla se nachází v přírodním parku Džbán. Je zaměřena na vysvětlení funkcí lesa. Založila ji společnost Lesy České republiky v rámci programu P2000. Její východiště se nachází severovýchodně od vsi Markvarec, končí pod hradištěm Výrov.

## Historie a trasa
Název stezky vznikl podle toponyma, které se vázalo k východisku stezky. Zde byly umístěny obrázky uvedených světců, které počátkem 21. století nahradily dřevěné plastiky svatých Petra a Pavla od řezbáře Zdeňka Andrta z Markvarce. Po roce 2013 byly sošky odcizeny.
Stezka byla vybudována v rámci programu P2000, rok založení zřizovatel neuvádí. Trasa měří 3,4 km, probíhá v nadmořské výšce 406–450 m a má celkem osm zastavení. Průměrná roční teplota se v kraji, kudy cesta vede, pohybuje v intervalu od 7,7 °C do 10,6 °C. Na území připadá v průměru 450 mm srážek ročně. Trasa vychází od rozcestí značených cest pojmenovaného stejně jako stezka, končí u rozcestí značených cest Výrov. Její průběh se shoduje se žlutou turistickou značkou. Povrch tvoří kalená lesní cesta. Stezka prochází po okraji přírodní památky Kozinecká stráň a v sousedství přírodní památky Na Spáleništi. Naučné tabule jsou zaměřeny na  funkci lesa, jeho složení, způsoby lesního hospodaření a na jeho flóru a faunu.

## Seznam zastávek
1. Lesy a krajina, funkce lesa
2. Vegetační stupňovitost a druhová skladba
3. Hospodaření v lese
4. Hospodářsky významné dřeviny
5. Les a ochrana krajiny, přírodní památka Kozinecká stráň
6. Zvěř žijící v lese
7. Významní biotičtí škůdci lesa
8. Člověk a les

## Galerie

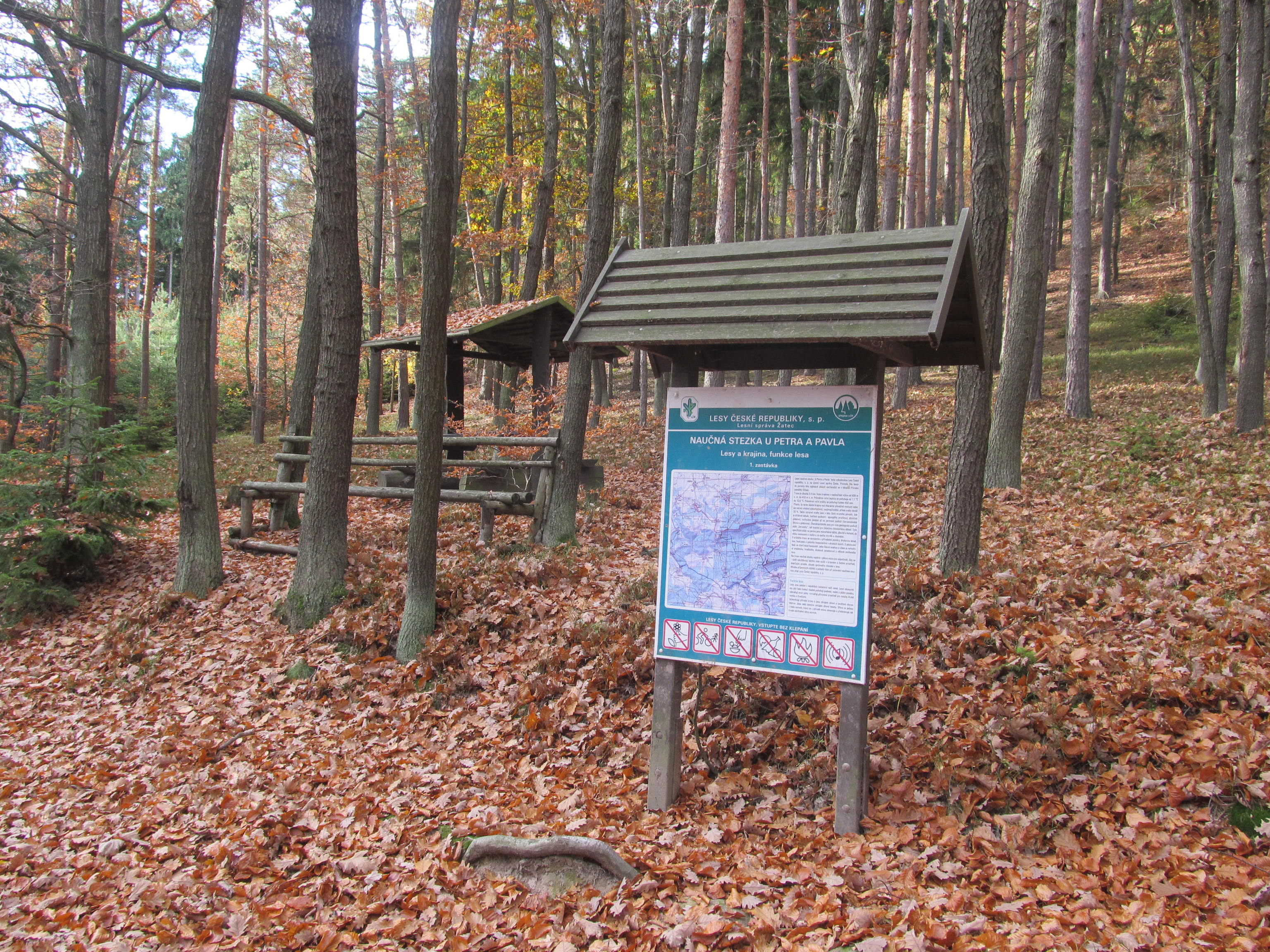
Zastavení č. 1
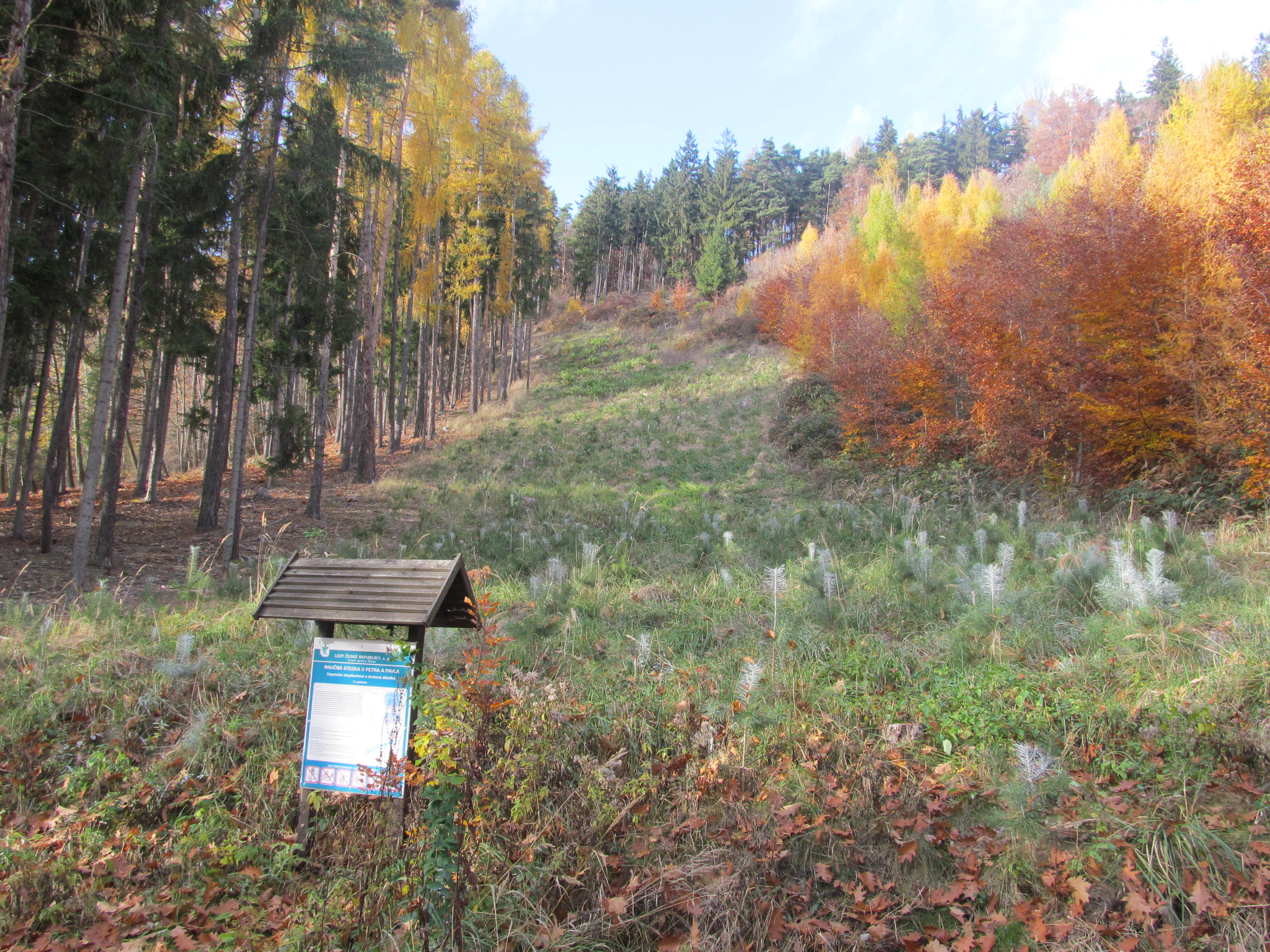
Zastavení č. 2
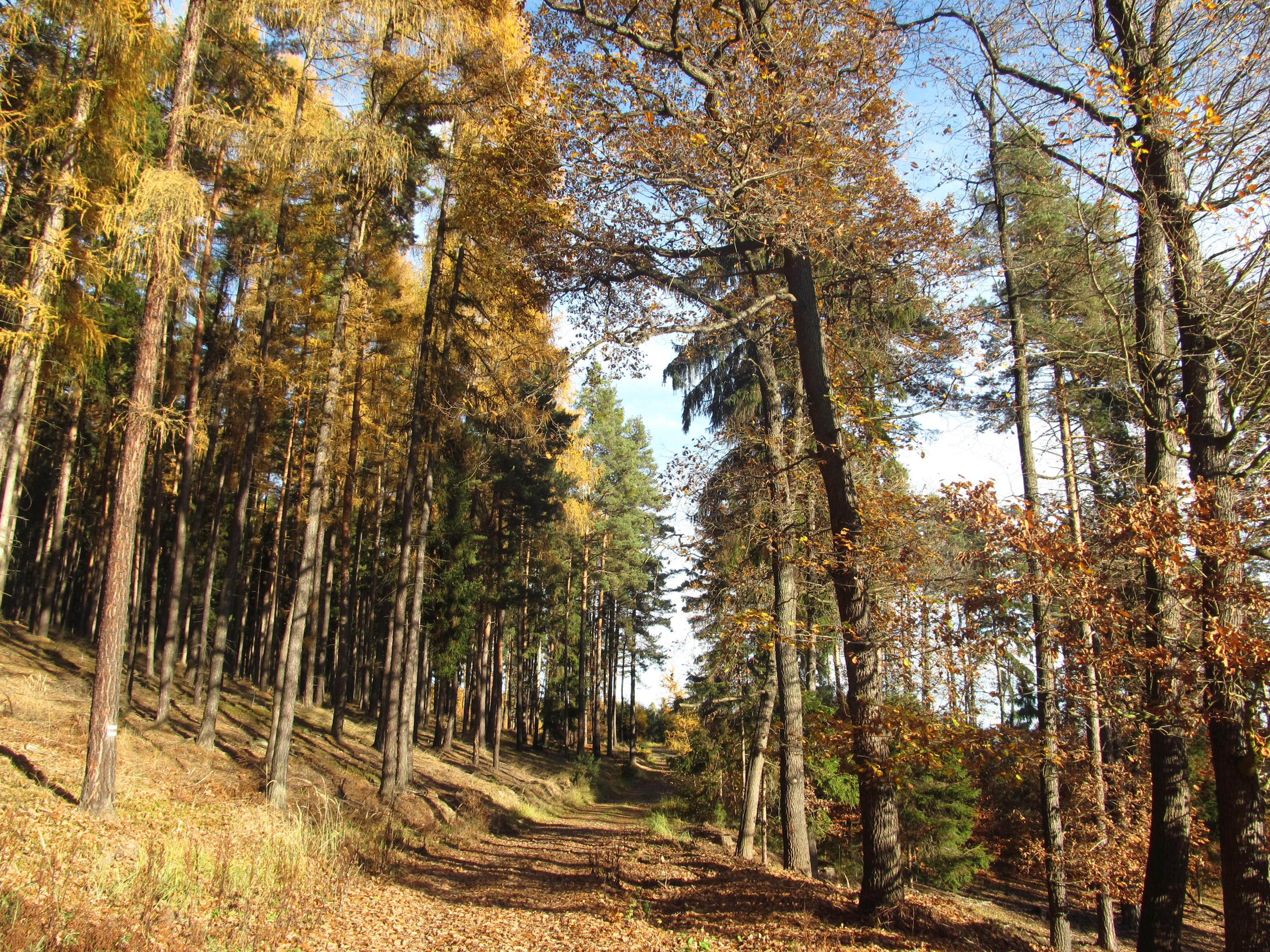
Průběh trasy stezky
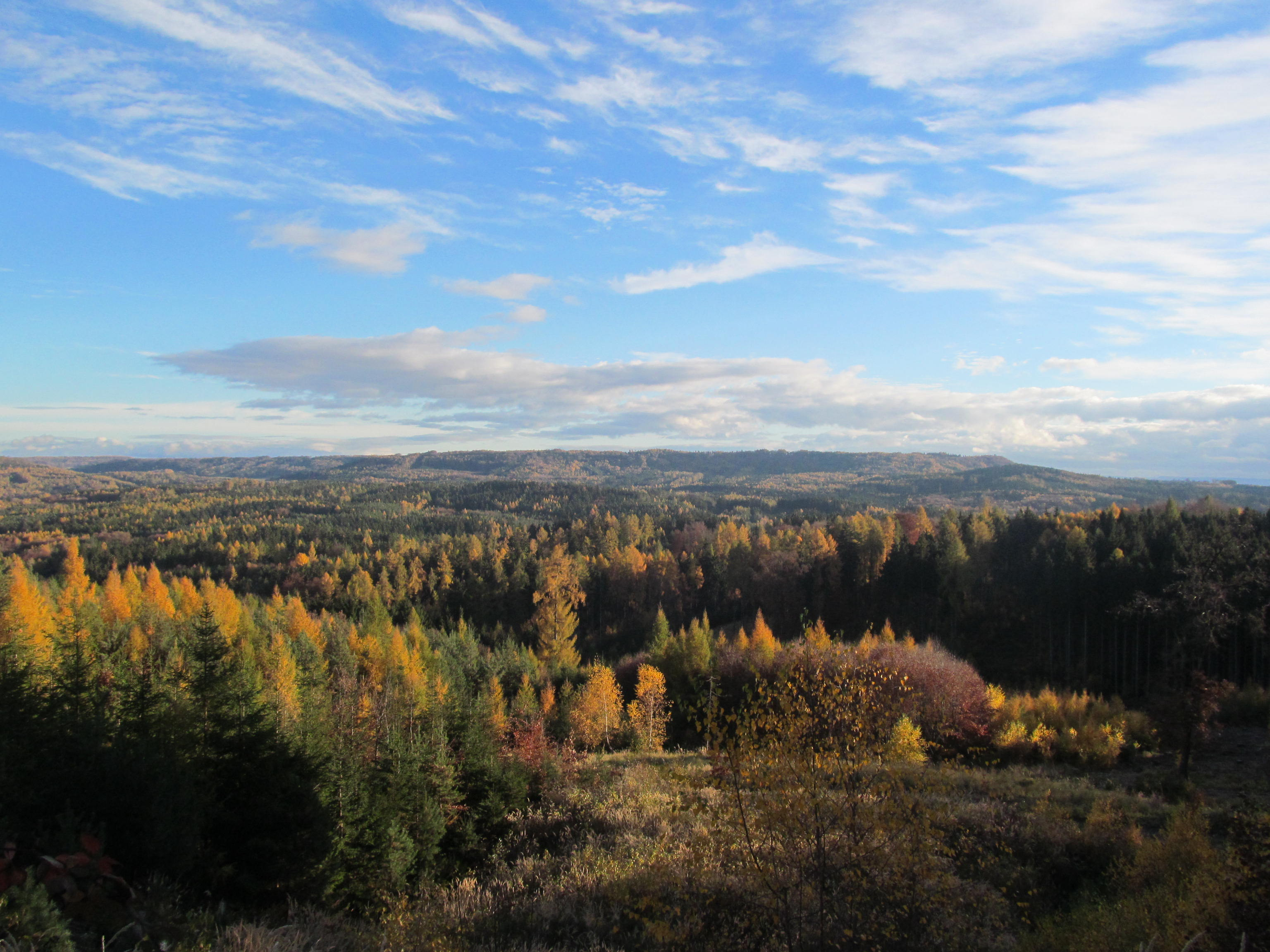
Výhled na Džbánskou vrchovinu
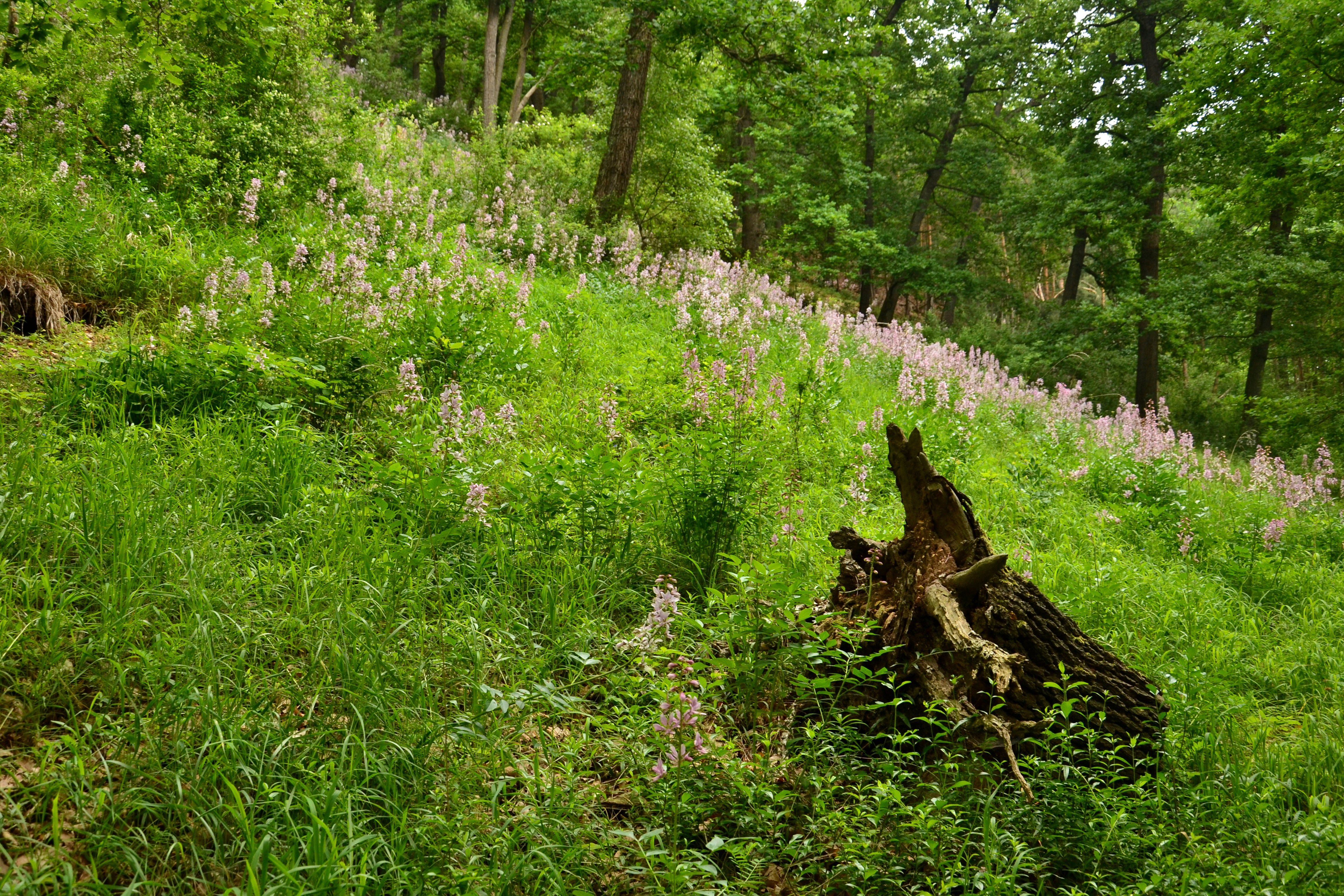
Svah přírodní památky Kozinecká stráň